# Juan Gabriel
Juan Gabriel, vlastním jménem Alberto Aguilera Valadez, (7. ledna 1950 – 28. srpna 2016) byl mexický zpěvák.
V roce 1971 podepsal smlouvu s hudebním vydavatelstvím RCA Records a změnil si jméno na Juan Gabriel. Téhož roku vydal své první album nazvané El Alma Joven. Později vydal několik desítek dalších alb. Během své kariéry spolupracoval s mnoha hudebníky, mezi něž patří například Rocío Dúrcal a Paul Anka.
Získal řadu ocenění a šestkrát byl neúspěšně nominován na cenu Grammy.
Americký zpěvák Lorenzo Antonio vydal v roce 1993 album Mi Tributo a Juan Gabriel.